# Heki
 Heki  (olaszul: Checchi) falu Horvátországban, Isztria megyében. Közigazgatásilag Pazinhoz tartozik.

## Fekvése
Az Isztriai-félsziget közepén, Pazintól 4 km-re délnyugatra, az A8-as autóút és a Pazin-Póla vasútvonal mellett fekszik. Az enyhén hullámos domborzatú tájban fekvő településrészei (Boljki, Frančini, Grubiši, Guštini, Munci, Ružići, Slokovići, Trošti és Žbrlini) kiválóan alkalmasan a mezőgazdasági termelésre.

## Története
A településnek 1880-ban 561, 1910-ben 633 lakosa volt. Lakói hagyományosan mezőgazdasággal és állattenyésztéssel foglalkoztak. Egy részük naponta bejár Pazinba dolgozni. 2011-ben 139 lakosa volt.

## Lakosság
| Lakosság változása | Lakosság változása | Lakosság változása | Lakosság változása | Lakosság változása | Lakosság változása | Lakosság változása | Lakosság változása | Lakosság változása | Lakosság változása | Lakosság változása | Lakosság változása | Lakosság változása | Lakosság változása | Lakosság változása | Lakosság változása |
| ------------------ | ------------------ | ------------------ | ------------------ | ------------------ | ------------------ | ------------------ | ------------------ | ------------------ | ------------------ | ------------------ | ------------------ | ------------------ | ------------------ | ------------------ | ------------------ |
| 1857               | 1869               | 1880               | 1890               | 1900               | 1910               | 1921               | 1931               | 1948               | 1953               | 1961               | 1971               | 1981               | 1991               | 2001               | 2011               |
| 0                  | 0                  | 561                | 556                | 580                | 633                | 0                  | 0                  | 463                | 452                | 439                | 417                | 390                | 412                | 465                | 469                |

## Nevezetességei
Szent Lúcia tiszteletére szentelt temploma Heki és Veli Ježenj közötti platón található. A 16. században építették, 1951-ben megújították.